# 남행열차
《남행열차》는 가수 김수희가 1987년 발표한 트로트 가요이다. 이별의 장면을 비 내리는 호남선의 열차에 얽어 이별의 그리움을 담아냄으로써 대중의 많은 사랑을 받았다.